# Fall Schwarz
Fall Schwarz was een gezamenlijke aanval van de Asmogendheden tegen de Joegoslavische partizanen. Fall Schwarz volgde onmiddellijk na Fall Weiss, dat niet geslaagd was in het gevangennemen van commandant Josip Broz Tito en het elimineren van de centrale partizanenformaties.

### Verwijzingen
1. ↑  J. B. Tito, The Yugoslav Road, 99
2. ↑  Slobodan Nešović, Yugoslav-Bulgarian Relations, 1941-1945, 95
3. ↑  Tomasevich 1975, p. 199.
4. 1 2  Kučan 1996.
5. 1 2 3  Report of the commander of German troops in Croatia from the 20th of june 1943 (in het Kroatisch), Collection of Documents and Information on the National Liberation War of the Peoples of Yugoslavia, Volume XII (german documents), book 3, page 94
6. 1 2  Report of the commander of German troops in Croatien (Befehlshaber der Deutschen Truppen in Kroatien), June 20th 43, National Archive Washington T314, roll 560, frames 750-751
7. 1 2  Cloutier, Patrick (2013). Regio Esercito: The Italian Royal Army in Mussolini's Wars, 1935-1943. lulu.com, p. 182. ISBN 978-1105074011.
8. 1 2  Ante Cuvalo, The A to Z of Bosnia and Herzegovina, 237
9. ↑  Hoare 2006, p. 341.
10. ↑  Andric, Milan (1964). Hronologija oslobodilačke borbe naroda jugoslavije. Vojnoistorijski institut, Beograd, p. 471.
11. ↑  National Archive Washington T315, roll 1294, frames 537-545